# Neilson Powless
Neilson Powless   (Roseville, 3 de setembre de 1996) és un ciclista estatunidenc, professional des del 2016 i actualment a l'equip EF Pro Cycling. En el seu palmarès destaca la Clàssica de Sant Sebastià de 2021. Membre de la tribu Oneida, que forma part de la Confederació Iroquesa, va ser el primer amerindi en disputar el Tour de França.

## Palmarès
- 2016
  - 1r al Joe Martin Stage Race
  - Vencedor d'una etapa del Redlands Classic
  - Vencedor d'una etapa del Tour de Beauce
  - Vencedor d'una etapa del Tour de l'Avenir
- 2017
  -  Campió dels Estats Units sub-23 en ruta
  - 1r al Gran Premi Palio del Recioto
  - Vencedor d'una etapa del Triptyque des Monts et Châteaux
  - Vencedor d'una etapa del Giro Ciclistico d'Itàlia
- 2021
  - 1r a la Clàssica de Sant Sebastià
- 2022
  - 1r a la Japan Cup
- 2023
  - 1r al Gran Premi La Marseillaise
  - 1r a l'Étoile de Bessèges
- 2024
  - 1r al Giro del Piemont
  - 1r a la Japan Cup
- 2025
  - 1r a A través de Flandes
  - 1r al Gran Premi del cantó d'Argòvia

### Resultats a la Volta a Espanya
- 2019. 31è de la classificació general

### Resultats al Tour de França
- 2020. 56è de la classificació general
- 2021. 43è de la classificació general
- 2022. 13è de la classificació general
- 2023. 66è de la classificació general
- 2024. 59è de la classificació general
- 2025. 47è de la classificació general